# 康克尔柯尔克孜族乡
康克尔柯尔克孜族乡是中华人民共和国新疆维吾尔自治区和田地區皮山县下辖的一个民族乡。

## 行政区划
康克尔柯尔克孜族乡下辖以下村级行政区划单位：
康克尔村和乌拉其村。